# 國聯通信
國聯通信控股有限公司，簡稱國聯通信控股，以及國聯通信（英語：GLOBAL LINK COMMUNICATIONS HOLDINGS LIMITED，港交所：8060），於1998年由馬遠光（主席）和胡志堅（首席執行官）共同創立，名為「廣州國聯通信有限公司」。
現時業務在國內經營通信信息軟件開發、軌道交通車載視頻監控系統、車載信息系統解決方案、智能視頻安防監控系統、電信增值業務系統、大型呼叫中心及寬帶通信系統建設和提供創新技術産品以及綜合解決方案。總部位於广州市天河区高唐国家软件产业基地高普路1037号6,7楼。
招股價為0.36港元，發行新股為1.625億股，集資額為0.46億港元，股份則在2002年11月13日於港交所創業板上市。

## 連結
- glink.com.cn （页面存档备份，存于）